# Les Hermites
Les Hermites ist eine französische Gemeinde mit 573 Einwohnern (Stand: 1. Januar 2022) im Département Indre-et-Loire in der Region Centre-Val de Loire; sie gehört zum Arrondissement Loches und zum Kanton Château-Renault. Die Einwohner werden Hermitois genannt.

## Geographie
Les Hermites liegt etwa 25 Kilometer nordnordöstlich von Tours.

### Nachbargemeinden
Umgeben ist Les Hermites von den Nachbargemeinden Montrouveau im Norden und Nordwesten, Les Hayes im Norden, Saint-Martin-des-Bois im Nordosten, Monthodon im Osten, La Ferrière im Süden, Marray im Südwesten sowie Chemillé-sur-Dême im Westen.

## Bevölkerungsentwicklung
| Jahr                      | 1962 | 1968 | 1975 | 1982 | 1990 | 1999 | 2006 | 2013 |
| Einwohner                 | 782  | 654  | 552  | 511  | 448  | 536  | 547  | 591  |
| Quelle: Cassini und INSEE |      |      |      |      |      |      |      |      |

## Sehenswürdigkeiten

Kirche Saint-Benoît

- Kirche Saint-Benoît